# Sigarra
Sigarra (en llatí: Sigarra; en ibèric: , śikaŕa) fou una població ibèrica situada en territori dels lacetans, sota l'actual població de Prats de Rei (Anoia), declarada Bé cultural d'interès nacional en la categoria de Zona arqueològica.
L'existència d'aquesta població es coneix gràcies a les troballes arqueològiques a Prats de Rei, i gràcies als textos i les inscripcions, per les quals coneixem el seu nom en ibèric i en llatí.

## El jaciment
El 2013, sota la plaça de la Mare de Déu del Portal, es produí una troballa arqueològica de gran entitat arquitectònica a la vila de Prats de Rei, consistents en les estructures de fortificació d'un oppidum datat entre els segles vi-v aC. Ja dins el segle iv aC, cap al 375-350 aC, es produí una expansió urbanística més enllà de la murada, de manera que el fossat perdé la seva funció defensiva i s'omplí de material, cosa que comportà la troballa d'una gran quantitat de ceràmica àtica. A més, a escassa distància de la murada, en una altra excavació es va trobar una moneda de la seca Sikarra.
En època romana, la població no s'abandonà. En efecte, després de les Guerres Púniques, entre els segles ii-i aC, es documenta arqueològicament un procés de monumentalització del poblat, palès en la troballa de fragments de columnes prou grosses per haver format part d'un temple.
El poblament a Sigarra persistí la Crisi del segle III i tota l'antiguitat tardana, a diferència de moltes altres poblacions que s'abandonen. Això se sap gràcies a la troballa al carrer del Mur d'una necròpolis, amb d'un mosaic sepulcral del segle v i cinc enterraments datats del segle viii i ix.
La troballa d'aquesta població ha permès de localitzar amb precisió el topònim de Sigarra, que es coneixia gràcies al geògraf Claudi Ptolemeu, qui l'esmenta en la seva Geografia (II 6.63) com a població dels ilercàvons; a les monedes ibèriques de la seca Sikarra amb la llegenda śikaŕa, dues de les quals trobades no lluny de Prats de Rei, entorn de Cervera; i a dues inscripcions trobades a Prats de Rei que fan referència a un municipium Sigarrensis/Segarrensis. La referència de Ptolemeu, que localitza Sigarra a la Ilercavònia, feia dubtar de la seva localització; però el fet d'haver trobat una població ibèrica i romana amb dues inscripcions amb la llegenda Sigarrensis fan decantar la balança i considerar que l'error és més aviat de Ptolemeu.

## Conservació
L'esdevenidor del jaciment una vegada acabada l'excavació fou motiu de polèmica en la política local de Prats de Rei. Inicialment, l'Ajuntament de Prats de Rei, la Diputació de Barcelona, la Direcció General de Patrimoni, el Bisbat de Vic, la Universitat de Lleida i el Museu Josep Castellà i Real, les institucions competents, prengueren la decisió de tapar les restes, davant el cost i la dificultat de museïtzar-les. Això provocà una campanya en contra que van iniciar les entitats culturals associades a la Xarxa Sikarra, que aconseguiren mes de mig miler d'adhesions al manifest Salvem Sikarra. Finalment, es proposà un projecte alternatiu, de baix cost, que permetia la museïtzació de la murada.